# Hayonim
Hayonim (hebr.: מערת היונים) – stanowisko o charakterze jaskiniowym znajduje się koło Akko w pn. Izraelu. Na stanowisku tym poświadczona jest obecność warstw utożsamianych z kulturą oryniacką, kulturą kebaryjską i natufijską.